# Vorges
Vorges és un municipi francès situat al departament de l'Aisne i a la regió dels Alts de França. L'any 2007 tenia 379 habitants.

## Demografia

### Població
El 2007 la població de fet de Vorges era de 379 persones. Hi havia 152 famílies de les quals 28 eren unipersonals (8 homes vivint sols i 20 dones vivint soles), 68 parelles sense fills, 48 parelles amb fills i 8 famílies monoparentals amb fills.
La població ha evolucionat segons el següent gràfic:
Habitants censats

### Habitatges
El 2007 hi havia 181 habitatges, 155 eren l'habitatge principal de la família, 14 eren segones residències i 11 estaven desocupats. 175 eren cases i 6 eren apartaments. Dels 155 habitatges principals, 134 estaven ocupats pels seus propietaris, 17 estaven llogats i ocupats pels llogaters i 4 estaven cedits a títol gratuït; 1 tenia una cambra, 2 en tenien dues, 18 en tenien tres, 31 en tenien quatre i 103 en tenien cinc o més. 114 habitatges disposaven pel capbaix d'una plaça de pàrquing. A 69 habitatges hi havia un automòbil i a 76 n'hi havia dos o més.

### Piràmide de població
La piràmide de població per edats i sexe el 2009 era:
| Homes | Edats   | Dones |
| ----- | ------- | ----- |
| 0     | 95 o +  | 0     |
| 0     | 90 a 94 | 0     |
| 0     | 85 a 89 | 8     |
| 8     | 80 a 84 | 0     |
| 4     | 75 a 79 | 12    |
| 4     | 70 a 74 | 0     |
| 8     | 65 a 69 | 8     |
| 16    | 60 a 64 | 16    |
| 8     | 55 a 59 | 8     |
| 16    | 50 a 54 | 16    |
| 12    | 45 a 49 | 16    |
| 12    | 40 a 44 | 8     |
| 24    | 35 a 39 | 32    |
| 12    | 30 a 34 | 16    |
| 4     | 25 a 29 | 0     |
| 0     | 20 a 24 | 4     |
| 8     | 15 a 19 | 0     |
| 12    | 10 a 14 | 24    |
| 20    | 5 a 9   | 12    |
| 12    | 0 a 4   | 12    |

## Economia
El 2007 la població en edat de treballar era de 236 persones, 146 eren actives i 90 eren inactives. De les 146 persones actives 131 estaven ocupades (71 homes i 60 dones) i 15 estaven aturades (4 homes i 11 dones). De les 90 persones inactives 41 estaven jubilades, 21 estaven estudiant i 28 estaven classificades com a «altres inactius».

### Ingressos
El 2009 a Vorges hi havia 158 unitats fiscals que integraven 407 persones, la mediana anual d'ingressos fiscals per persona era de 22.145 €.

### Activitats econòmiques
Dels 6 establiments que hi havia el 2007, 1 era d'una empresa alimentària, 1 d'una empresa de comerç i reparació d'automòbils, 1 d'una empresa financera, 1 d'una empresa immobiliària i 2 d'empreses de serveis.
L'únic servei als particulars que hi havia el 2009 era una agència immobiliària.
L'únic establiment comercial que hi havia el 2009 era una fleca.

## Equipaments sanitaris i escolars
El 2009 hi havia una escola maternal integrada dins d'un grup escolar amb les comunes properes formant una escola dispersa.

## Poblacions més properes
El següent diagrama mostra les poblacions més properes.